# Wiktor Czajewski

Strona tytułowa łódzkiego dziennika "Rozwój" wydawanego przez Wiktora Czajewskiego

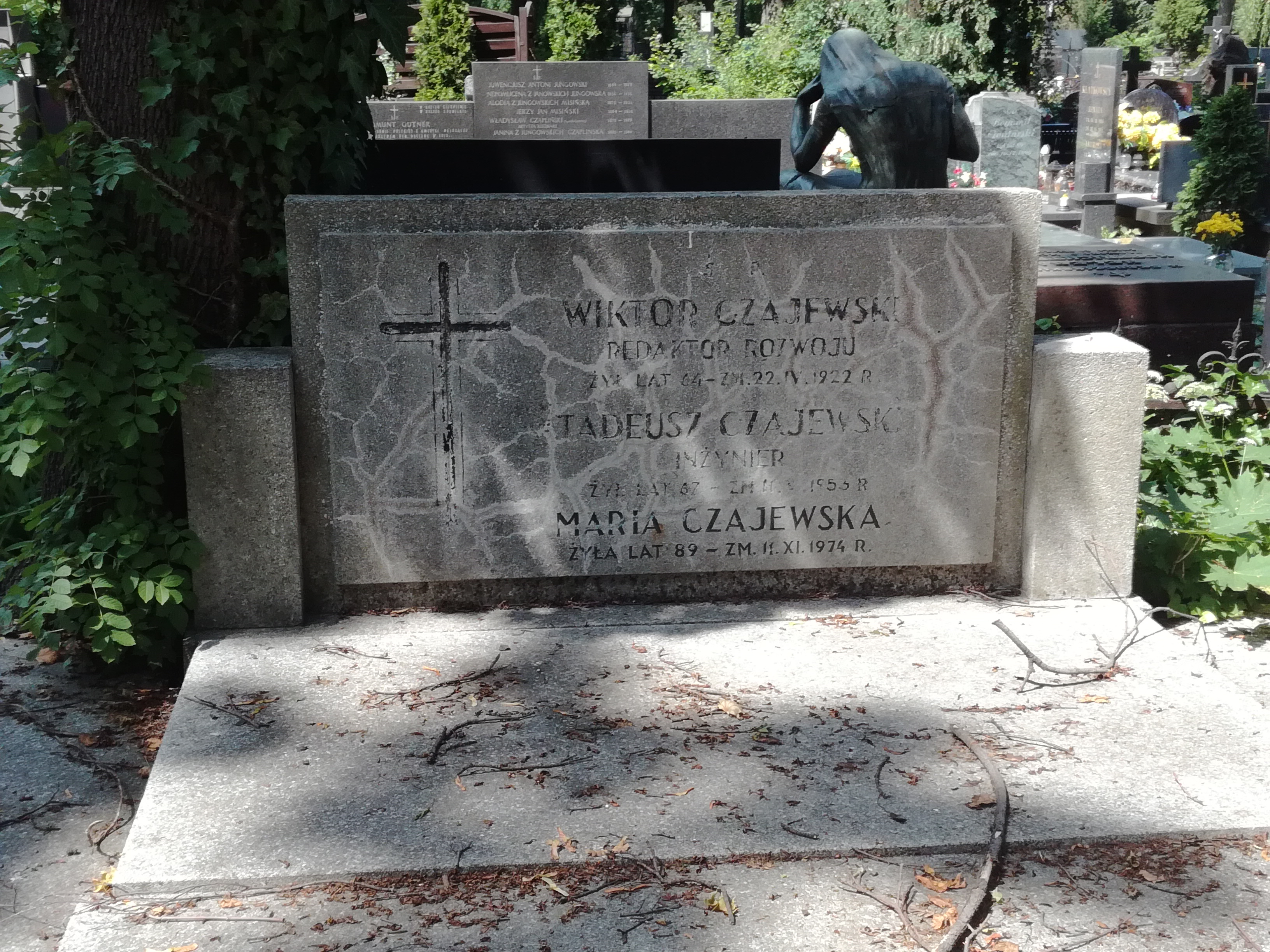
Grób Wiktora Czajewskiego na Starym Cmentarzu w Łodzi

Wiktor Czajewski (ur. 10 czerwca 1857 w Ostrołęce, zm. 22 kwietnia 1922 w Warszawie) – literat, dziennikarz, historyk, wydawca gazet i właściciel drukarni prasowej; badacz kurpiowskiej Puszczy Zielonej.

## Życiorys
Był synem ostrołęckiego urzędnika powiatowego, Michała i Anieli z Doberskich. Początkowo kształcił się w Królewcu. W 1882 roku został redaktorem zakupionego przez siebie „Przeglądu Bibliograficzno-Archeologicznego”. W latach 1877–1880 studiował na wydziale filozoficznym na Uniwersytecie Jagiellońskim. W Krakowie rozpoczął działalność pisarską. Za rozprawy historyczne w latach 1878–1879 otrzymał nagrody konkursowe fundacji ks. Czartoryskich.
Do Łodzi przyjechał w 1897 i rozpoczął wydawanie od 1 grudnia 1897 dziennika „Rozwój” drukowanego u S. Dębskiego. W 1898 rozpoczął starania o własną drukarnię i otrzymał na nią koncesję 22 lutego 1899. Kosztem 8 000 rubli wyposażył ją w dwie prasy ręczne i czcionki o wadze 125 pudów. Jako zarządzającego i współwłaściciela przyjął J. Grabowskiego. Gdy rozstali się w kwietniu 1899, drukarnia była zadłużona – jej nabywcą został G. Koń.
Kupił nową drukarnię przy ul. Piotrkowskiej 111, wyposażył ją w 1906 w maszynę rotacyjną, a przed 1913 przeniósł na Przejazd 8 (obecnie ul. J. Tuwima) i prowadził ją z synem Tadeuszem, który po 1922 odziedziczył ją i szybko doprowadził do upadku, jak podaje M. Laskowski.

Pierwszy w Łodzi wyposażył w 1919 swoją drukarnię w dwa linotypy, zakupione w Poznaniu.
Drukował albumy, dzieła naukowe i dwa tytuły prasowe: „Rozwój” oraz „Goniec Wieczorny”. 

Jako autor, redaktor, wydawca i działacz społeczny wywarł znaczący wpływ na życie kulturalne miasta. W grudniu 1903 uczestniczył w powołaniu Łódzkiego Towarzystwa Teatralnego. Gdy zawieszono wydawanie „Rozwoju” drukował dla jego prenumeratorów w latach 1914–1915 „Gazetę Wieczorną”. Z jego drukarni wyszło drukiem około 20 publikacji dotyczących rocznic historycznych i wydarzeń kulturalnych.
Zajmował się także historią i etnografią Kurpiów, czego owocem był m.in. artykuł zamieszczony w jednym z numerów „Tygodnika Ilustrowanego” z 1881 roku. Ponadto napisał powieść historyczną Na kurpiowskim szlaku, wydaną pod pseudonimem Antoniego Chleboradzkiego, oraz dramat Kurpiki.
Pochowany na Starym Cmentarzu w Łodzi.

## Twórczość
- Kaszubi: kilka słów o ich życiu i poezyi, Warszawa 1883 (wersja cyfrowa Polona)
- Mikołaj Rej z Nagłowic na sejmach, Warszawa: T. Paprocki, 1885
- Historya literatury czeskiej od czasów Odrodzenia do chwili bieżącej, Warszawa: Przegląd Tygodniowy, 1886
- Powieść oryla: sielanka, Warszawa: Tygodnik Powszechny, 1887
- Rys dziejów naszych. Polska za Piastów, Warszawa: Tygodnik Powszechny, 1887
- Rzecz niedowiedziona: czy ogon należy do psa, czy pies do ogona? Komedya historyczna w 4 aktach wierszem, Warszawa 1887
- Willanów, Czerniaków, Morysin, Gucin, Natolin: wraz ze szczegółowym spisem 1000 obrazów z galeryi willanowskiej. Ilustrowany przewodnik po Warszawie i okolicach, Warszawa: W. Czajewski, 1893
- O pocałunku: pędzlem i piórem, Warszawa 1893
- Przewodnik po Wilanowie, Warszawa 1895
- Katedra św. Jana w Warszawie. W 100 rocznicę zamienienia kolegjaty na katedrę, Warszawa 1899
- Na kurpiowskim szlaku. Powieść historyczna z XVII w. (w trzech tomach), tom 1, tom 2, tom 3; Warszawa: Red. „Gazety Polskiej”, 1900
- Smok. Powieść współczesna w 2-ch tomach, tom 1, tom 2; Warszawa: Rozwój, 1901
- Willanów, Łódź 1903
- Szkice teatralne, Łódź 1907
- Kraków: rys historyczny do połowy 17 wieku, Łódź: Wydawnictwo Dziennika „Rozwój”, 1909
- Kraków, Łódź: „Rozwój” 1910
- Za kraj, za wolność, za honor, za cześć! Pamiątka setnej rocznicy zgonu Tadeusza Kościuszki 1817–1917, Łódź 1917
- Jak kochał ojczyznę Kościuszko. Pamiątka setnej rocznicy zgonu, Warszawa 1917
- Kochany bracie chłopie i obywatelu!, Łódź 1917

Źródło: